# Remixes (album de Wink)
Cet article concerne l'album de Wink. Pour l'album de Melissa Mars, voir Remixes.
Pour les articles homonymes, voir Remixes.
Albums de Wink
Flyin' High
(1995) Reminiscence
(1995)
Remixes est le premier album de remix de chansons de Wink, sorti en 1995 (ou le deuxième, si l'on considère Diamond Box comme un album de remix).

## Présentation
L'album sort le 1er septembre 1995 au Japon sous le label Polystar, deux mois seulement après le précédent album, Flyin' High. Il atteint la 91e place de l'Oricon.
L'album contient des versions remixées dans le genre eurobeat de chansons tirées d'albums précédents, dont cinq sorties en singles, certaines figurant en deux versions. La plupart sont des reprises adaptées en japonais de chansons occidentales : Turn It Into Love (Ai ga Tomaranai) de Kylie Minogue, Sexy Music de The Nolans, Special To Me de Bobby Caldwell, Ain't Nobody (Eien no Koibito) du groupe Rufus, My Turn (Kanashimi Yori mo Shitataka ni) de la chanteuse Tasha, Where Were You Last Night (Yoru ni Hagurete) de Ankie Bagger, Jive into the Night du groupe Green Olives, et Especially for You de Kylie Minogue et Jason Donovan.

## Liste des titres
| 1.  | Turn It Into Love (BE THANKSFUL FOR WHAT YOU'VE GOT)   | Single Ai ga Tomaranai ; At Heel Diamonds  |  |
| 2.  | Sexy Music (NEW CHAPTER OF SEXY DUBWISE Pt.3)          | Single Sexy Music ; Velvet                 |  |
| 3.  | Special To Me (SUMMER SAMBA, COOL JAZZ)                | Twin Memories                              |  |
| 4.  | Ain't Nobody (LUV PIANO MIX)                           | Flyin' High                                |  |
| 5.  | One Night in Heaven (BLACK ENERGY MIX)                 | Single One Night in Heaven ; Twin Memories |  |
| 6.  | My Turn (EURO REMIX)                                   | Flyin' High                                |  |
| 7.  | Where Were You Last Night (VOCAL REMIX)                | Single Yoru ni Hagurete ; Crescent         |  |
| 8.  | Turn It Into Love (NO LIMITS RMX)                      | Single Ai ga Tomaranai ; At Heel Diamonds  |  |
| 9.  | Jive Into the Night (FULL LENGTH HYPER EURO MIX)       | Single Jive Into the Night ; Flyin' High   |  |
| 10. | Especially for You (COOL DOWN MIX)                     | Especially for You                         |  |
| 11. | Ain't Nobody (11:07 BASSMENTAL MIX)                    | Flyin' High                                |  |
| 12. | My Turn (TRIP EURO DUB)                                | Flyin' High                                |  |
| 13. | Special To Me (NEW JERSEY JAZZ HOUSE MIX INSTRUMENTAL) | Twin Memories                              |  |
| 14. | Butter (ESPECIALLY 4 U)                                | Especially for You (?)                     |  |